# Sextus Claudius Petronius Probus
Sextus Claudius Petronius Probus (fl. aut. 371) était un homme politique de l'Empire romain.

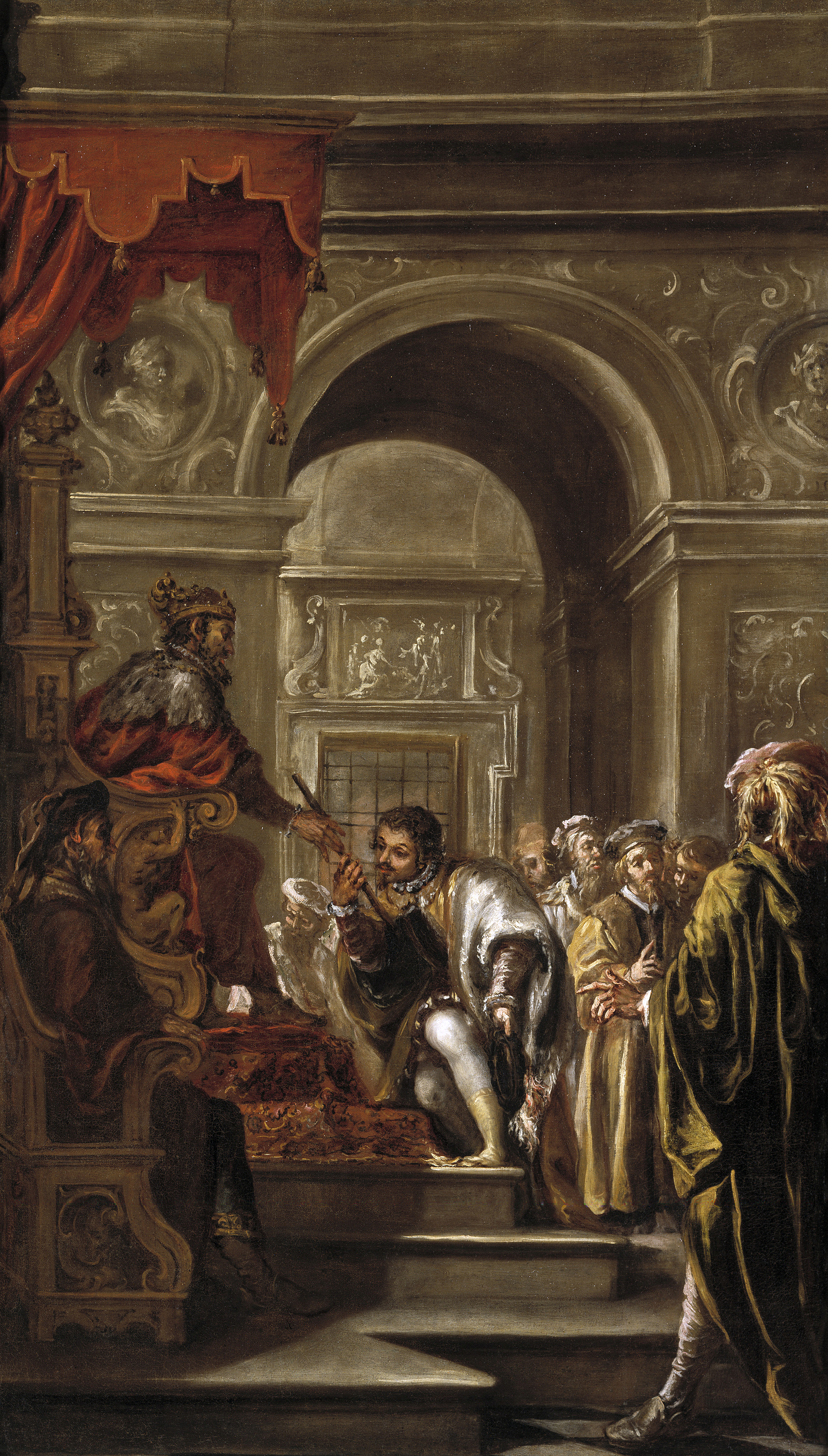
Ambroise de Milan nommé gouverneur de Ligurie-Émilie par Sextus Claudius Petronius Probus, tableau de Juan de Valdés Leal, vers 1673 (Musée du Prado).

## Vie
Il est le fils de Petronius Probinus.
Il était consul en 371.
Il s'est marié avec Anicia Faltonia Proba, fl. 413, fille de Quintus Clodius Hermogenianus Olybrius et de sa femme Turrania Anicia Julia. Ils ont eu trois fils et une fille : 
- Anicius Petronius Probinus : peut-être père de l'empereur Pétrone Maxime ;
- Anicius Hermogenianus Olybrius, à l'importante postérité ;
- Anicius Petronius Probus ;
- et Anicia Proba, femme d'Acilius Glabrio Sibidius.